# 슈테판보더
슈테판보더(루마니아어: Ștefan Vodă)는 몰도바의 도시로 슈테판보더 구의 행정 중심지이며 높이는 162m, 인구는 8,700명(2010년 기준)이다.